# Зав'ялова Ірина Володимирівна
Іри́на Володи́мирівна Зав'я́лова (нар. 7 листопада 1911, Санкт-Петербург, Російська імперія — пом. 7 березня 2001, Одеса, Україна) — український радянський історик-медієвіст з питань історії Англії та Франції XV—XVI століть, англійської та французької історіографії. Працювала на посаді молодшого наукового співробітника архітектурно-історичного заповідника «Софія Київська», Одеському археологічному музеї, Одеському університеті. Активна популяризаторка французької школи «Анналів» серед студенства. Старший викладач, згодом доцент історії стародавнього світу та середніх віків Одеського національного університету імені І. І. Мечникова майже до самої смерті.
Учениця дослідника-медієвіста Леоніда Беркута та дослідника історії Франції XVIII століття Костянтина Добролюбського.

## Життєпис
Ірина Зав'ялова народилася 7 листопада 1911 року (у паспорті з невідомих причин вказувала дату народження 5 листопада) в Санкт-Петербурзі в родині артистки та піаністки й батька драматичного артиста дворянського походження. Її бабуся знімалась у кіно, зокрема у фільмах Олександра Довженка.
Після розлучення батьків 1913 року, Ірину перевезли з Санкт-Петербургу до південного Криму в Ялту, де дівчина отримала домашнє виховання та вивчала іноземні мови, а потім здобула середню освіту.
Коли їй було 16 років вона втратила батьків, тож залишилась на вихованні у бабусі. Після кримського землетрусу 1927 року Ірина переїхала до Києва. Впродовж 1928—1930 років навчалася на англійському відділенні Державних курсів іноземних мов імені Макса Гьольца. У ньому вона здобула фах перекладачки та після навчання працювала гідом-перекладачем київському відділі «Інтуриста». У 1936—1941 роках навчалася на історичному факультеті Київського державного університету. Студентка Зав'ялова вчилася на відмінно, та кілька років була секретарем наукового гуртка під керівництвом українського медієвіста Леоніда Беркута, а у 1940—1941 роках — поєднувала навчання з роботою на посаді молодшого наукового співробітника архітектурно-історичного заповідника «Софія Київська».
Разом з Київським державним університетом 1941 року Ірина Зав'ялова була евакуйована до Казахстану в місто Алма-Ати. Впродовж року працювала на посаді вчителя неповної середньої школи № 64. Під час вчителювання дізналася, що в місті Байрам-Алі Туркменської РСР в евакуації перебуває Одеський державний університет до якого вона подала документи. Після подання документів її зараховано в аспірантуру на кафедру історії Середніх віків 10 квітня 1943 року. Завідувачем кафедри на той час був професор Микола Розенталь. Завершила аспіранту вже в Одесі, до якої реевакуювалась у 1946 році та проживала на площі Рози Люксембург, 1. Вона писала кандидатську роботу на тему: «Зовнішня політика Англії наприкінці XV — на початку XVI століття». Роботу успішно захищено 19 липня 1948 року.
З 30 листопада 1944 по 11 червня 1947 року роках Ірина Зав'ялова також працювала в Одеському археологічному музеї (тоді Одеський державний історико-краєзанвчий музей) науковим співробітником, а пізніше — завідувачем античного відділу.
Влітку 1946 року починає читати лекції з історії середніх віків на заочному відділі історичного факультету Одеського державного університету імені І. І. Мечникова (згодом після перейменування національного). З січня 1947 року на посаді старшого викладача, а з вересня 1956 року доцент кафедрі загальної історії.
У 1963 році в Одеському державному університеті імені І. І. Мечникова було створено кафедру історії стародавнього світу та середніх віків під керівництвом вченого Петра Каришковського. Доцент Ірина Зав'ялова стала одним з перших п'яти викладачів цієї кафедри і пропрацювала на ній фактично до кінця свого життят.
Ірина Зав'ялова вважалася одним з найкращих лекторів історичного факультету Одеського національного університету імені І. І. Мечникова. Для студентів вона багато років вела науковий гурток з історії культури епохи Відродження.
Померла в Одесі 7 березня 2001 року.
Великий особистий архів Ірини Зав'ялової, що включав виписки з джерел і літератури, підготовчі матеріали до лекцій і спецкурсів, тексти лекцій, листування з колегами, втрачено. Збереглися навчальна документація, студентські конспекти лекцій, частина епістолярії від Ірини Зав'ялової.

## Наукова та викладацька діяльність
Як дослідник Середньовіччя володіла джерельним та історіографічним матеріалом на професійному рівні. У Зав’ялової є публікації на тему історії громадянських воєн у Франції XVI столітті. Наукова діяльність також присвячена історії середньовічної Англії, статті — англійській й французькій проблематикам суспільно-економічних відносин. Значна частина публікацій присвячені історіографії історії Франції раннього Нового часу.
Внесок в українську радянську медієвістику присвячену Англії робила як першопроходець, оскільки мало дослідників як Російської імперії, так і Радянського союзу майже не займались цим питанням. На загал її обрана тема мала вкрай незначну кількість дослідженість у всій радянській історіографії.
Під час роботи на дисертацію Ірина Зав'ялова не мала доступу до іноземної літератури. Сама робота скорше була підготовлена ще в Києві. На зміст роботи також вплинула ждановщина. Натомість як історик вона вже належала до покоління вчених, які використовували марксистсько-ленінську та сталінську методологію в історичних працях. У своїй роботі вона проаналізувала історіографічне питання переважно англійських істориків. ЇЇ акцент зосереджувався на зовнішній політиці Англії кінця XV початку XVI століть, зокрема питання миролюбності та суті цієї політики. У підсумку ця робота належить до перших досліджень історії Великобританії в Україні.
Впродовж 1950—1980-х років займалась прийманням курсових робіт з історії Середніх віків про які вона читала лекції. Вона була своєрідною «візитною карткою» факультету та була «чудовим» викладачем. Вона вміла надати «життя» своїй розповіді про реалії середньовічної Франції, Німеччини, Англії певної натхненності, чи йшлося про королів, сервів, хрестоносців, мінезингерів, ченців. Окрім того у викладанні залишалась суворою, вимогливою, але водночас справедливою та об'єктивною викладачкою. Привчала до читання закордонних авторів серед студентства. Активно використовувала школу Анналів у прикладах досліджень. На семінарських заняттях студенти працювали безпосередньо з джерелами, займаючись або коментуванням текстів, або реконструкцією історичної картини конкретного середньовічного епізоду на підставі джерел.
Читала лекції голосом, що запам'ятовується за тембром, спокійно і неквапливо. Її методика викладання включала чітку логіку, ерудицію, що набагато перевершують необхідний обсяг спеціалізованого багажу, і водночас — тонку акторську гру: у модуляціях злегка приглушеного голосу, у витонченості поз, повороті срібної голови, скупій, але виразній жестикуляції. Окрім того робила ставку на раціоналізм, змушувала нетиповими запитаннями думати і працювати на лекції студентів разом із нею. Згодом її методику викладу історичного знання застосували її учні.
Наукове знання та досвід передавала значною мірою студентам університету. Ірина Зав'ялова постійно викладала в загальному курсі історії Середніх віків, у спецкурсах, спецсемінарах і особливо в безпосередньому спілкуванні зі студентами. У цьому її педагогічний посил поєднувався з її науково-дослідними здібностями і передавався наступним поколінням одеських істориків.
За прикладом свого київського наставника Леоніда Беркута засновувала в Одеському університеті науковий студентський гурток.

## Особистість
За споминами сучасників Зав'ялова елегантно вдягалась. Вона, за студентською легендою, яка досить міцно утвердилася, в молодості була балериною Большого театру. Її згадували як наставника-педагога, викладача-ерудита, лектора-професіонала, яка вміла дохідливо і зрозуміло для студентської аудиторії викладати основи медієвістики. Серед студенства мала прізвисько Бабуся.
Також Зав'ялова завжди справляла враження людини вищих моральних засад і втіленого професійного обов'язку та покликання. Її легка іронія з приводу навчального процесу та успішності студентів могла іноді зачіпати студентів. Водночас іронічний тон ніколи не був лихослів'ям, спробою якось принизити людину. Для студентів це було доброзичливе бурчання побіленого сивиною «патріарха кафедри». Упереджено ставилася до всіляких активістів і громадських діячів, а також іменних стипендіатів. Завдяки сексуалізованим з метою виховання зауваженням провокувала на прочитання студентами еротичних творів, зокрема Декамерон та інших середньовічних поетів. Колеги та учні також характеризували Зав’ялову як добру людину.

## Вибрані публікації
Всього Ірина Зав'ялова була автором близько 20 публікацій. Згідно з покажчиком Ірини Немченко, найбільш важливими були:
- Внешняя политика Англии в конце XV — начале XVI вв. — Диссертация кандидата исторических наук. — Одесса, 1947. — 188с. (рукопис)
- Історія Англії першої половини XVI ст. в англійській буржуазній історіографії // Праці Одеського державного університету. — Т.146. — 1956. — Серія іст. наук. — Вип.5. — С.149-166.
- Деякі питання історії Франції XVI ст. у французькій буржуазній історіографії XX сторіччя // Праці Одеського державного університету. — Т.148. — 1958. — Серія історичних наук. — Вип.6. — С.129-145.
- Вопросы социально-экономического развития Франции XVI в. в современной французской и советской историографии // Проблемы историографии. — Воронеж: Изд-во Воронежского университета, 1960. –С.105-107.
- Из истории Франции 60-х — 70-х годов XVI века. Учебное пособие для студентов-заочников исторического факультета университета. — Одесса, 1962. — 55 с.
- Советская историография конца 50-х — начала 60-х годов о чартизме и демократическом движении в Англии // Проблемы истории рабочего и демократического движения в странах Западной Европы. — Уфа, 1963. — С. 56-60.
- Аграрные отношения во Франции XVI века в освещении французской буржуазной историографии. Учебно-методическое пособие для студентов-заочников исторического факультета университета. — Одесса, 1969. — 58 с.
- Социально-экономическое развитие Лиона в XVI веке в освещении Р. Гаскона // Средневековый город. — Саратов, 1981. — Вып. 6. — С. 169—171.
- Николай Николаевич Розенталь // Видные учёные Одессы. — Вып. 2. — Одесса, 1992. — С. 82-85. (в соавт. с З. В. Першиной)